# Unga kvinnor (miniserie)
Unga kvinnor (engelska: Little Women) är en brittisk dramaserie från 2017. Miniserien är baserad på Louisa May Alcotts roman Unga kvinnor från 1868. Med manus av Heidi Thomas och regi av Vanessa Caswill. I rollerna ses bland andra Emily Watson, Michael Gambon och Angela Lansbury. Serien visades på SVT julhelgen 2019.

## Rollista i urval
- Emily Watson – Marmee March
- Maya Hawke – Jo March
- Willa Fitzgerald – Meg March
- Kathryn Newton – Amy March
- Annes Elwy – Beth March
- Jonah Hauer-King – Laurie Laurence
- Julian Morris – John Brooke
- Dylan Baker – Mr March
- Michael Gambon – Mr Laurence
- Angela Lansbury – tant March
- Eleanor Methven – Hannah
- Nelly Henrion – Estelle
- Felix Mackenzie-Barrow – Frank Vaughan
- Mei Bignall – Kate Vaughan
- Kathleen Warner Yeates – tant Carroll
- Mark Stanley – professor Bhaer